# Dealogic
Dealogic es una plataforma de información sobre mercados, que incluye análisis pormenorizado, destinada para dar servicio a las empresas financieras. Desde su creación, Dealogic está al servicio de la banca, los mercados de capital, el comercio y la inversión institucional. La compañía cuenta con oficinas en Londres, Nueva York, Hong Kong, Tokio, Budapest, Sídney, Mumbai, Sao Paulo, y de Beijing.

## Historia
Dealogic fue fundada en 1983 en el Reino Unido por Simon Hessell, Peter Ogden, y Philip Hulme. El actual jefe ejecutivo, Tom Fleming, llegó a Dealogic en 1991, a través de la adquisición de la compañía estadounidense de comunicación Graphic Scanning Corp. En 2009, Dealogic adquirió la compañía Ilios Partners LLC. y en 2013 adquiere la compañía Junction RDS, empresa líder en análisis de sistemas del Reino Unido.
En 2014, la multinacional Carlyle Group y otros inversores como Euromoney Institutional Investor y Randall Winn adquirieron la plataforma Dealogic. En 2015, Dealogic adquirió a su vez la compañía A2 Access, el líder del mercado en el acceso corporativo de agregación. En 2017 ION Investment Group entró en el capital de Dealogic.

## Servicios
Los análisis de la plataforma Dealogic son utilizados por publicaciones financieras para el análisis de la banca de inversión, las tendencias del mercado, la actividad financiera y las carteras de clientes. La empresa proporciona información a un número de compañías de medios de comunicación, en particular, El Wall Street Journal de la Banca de Inversión cuadro de mandos, de manera interactiva y en tiempo real de cuadro de mandos de los mercados financieros del mundo.